# Crystal Reports
Crystal Reports（クリスタルレポート）は、幅広いデータソースを基にレポート、帳票を作成するためのアプリケーションであり、レポーティングツールの事実上の標準となっている。通称「クリレポ」。開発元は買収によって移り変わっており、古くはCrystal Decisions社がBusinessObjects社によって買収されたが、現在はさらなる買収によりSAPに変更になった。最新のSAP Crystal Reports 2013（バージョン14.1）では、XML形式でのデータエクスポートやAdobe Flashの埋め込みなどに対応しているほかSAP社の注力データベースである「SAP HANA」への親和性が整えられている。　レポートの共有のためのCrystal Reports Viewerが無償で公開されており、Windows環境、Mac環境でレポートの参照が可能。
カスタムアプリケーション開発の中で帳票機能として利用されるケースも多く、マイクロソフトのソフトウェア開発環境であるVisual StudioなどにはVisual Studio 2008まで、Crystal ReportsのOEMバージョンが統合されていた。なおVisual Studio 2010以降は標準バンドルが廃止されており、無償アドオン（SAP Crystal Reports for Microsoft Visual Studio.Net）をSAP社よりダウンロードし、開発環境へインストールすることで継続して開発環境の利用が可能。また、JAVAの開発環境として広く利用されるEclipseへもCrystal Reportsアドインが公開されており無償で開発環境を利用することができる。
Crystal Reportsは、帳票アプリケーションや帳票ツールとして単独での利用ができる以外に、SAPのビジネスインテリジェンス（BI）アプリケーションのフルスイートである「SAP BusinessObjects Business Intelligence プラットフォーム」の中で帳票ツールとしての位置づけでも利用することができる。このスイート製品の中では、モバイル環境でのCrystal Reportsのレポート活用やスケジュール繰り返し実行など、中規模から大規模での利用が容易に行える工夫が多数準備されている。

## サポートするデータソースの例
- データベース
  - SAP ASE
  - SAP HANA
  - SAP IQ
  - SAP SQL Anywhere
  - Microsoft SQL Server
  - Microsoft Access
  - Oracle Database
  - Oracle MySQL
  - Oracle Hyperion Essbase
  - PostgreSQL
  - Progress Software Progress OpenEdge
  - Teradata
  - IBM DB2
  - IBM Netezza
  - Apache Hadoop
  - Greenplum Greenplum Database
  - HP NeoView

- アプリケーション
  - Salesforce
  - Oracle E-Business Suite
  - Oracle JDEdwards EnterpriseOne Tools
  - PeopleSoft PeopleTools
  - SAP R/3
  - SAP mySAP ERP
  - SAP NetWeaver BI
  - SAP Universal Web Services Connector(UWSC)
  - Lotus Notes
  - Microsoft Exchange Server
- Microsoft Excelなどのスプレッドシート
- ウェブサービス、ODBC、JDBC、OLAPを通じてアクセスできるデータソース
- テキストファイル
- XML

## 関連製品
- SAP Crystal Reports for Business One
- SAP Crystal Reports version for Eclipse
- SAP Crystal Reports for Visual Studio

## 類似製品
- JasperReports

## 関連書籍
- Crystal Reports 2011レポート開発入門ガイド　（翔泳社）ページ - SEBooks 翔泳社の本